# Carolina Marín
Carolina María Marín Martín (sinh ngày 15 tháng 6 năm 1993) là vận động viên cầu lông người Tây Ban Nha. Cô từng 6 lần giành chức vô địch cầu lông châu Âu vào các năm 2014, 2016, 2017, 2018, 2021, 2022 vả 3 lần vô địch thế giới vào các năm 2014, 2015 và 2018. Marín đạt được huy chương vàng Thế vận hội đầu tiên tại Thế vận hội Rio 2016 sau khi đánh bại P. V. Sindhu (2-1) của Ấn Độ.
Carolina cũng là vận động viên của năm của thể thao Tây Ban Nha năm 2014.

## Tiểu sử
Carolina bắt đầu chơi cầu lông ở câu lạc bộ IES La Orden ở Huelva. Năm 2009, cô trở thành tay vợt cầu lông Tây Ban Nha đầu tiên giành Huy chương bạc tại Giải vô địch cầu lông trẻ châu Âu và Huy chương vàng tại Giải vô địch U17 châu Âu.
Năm 2013, Carolina chơi cho CLB Banga Beats ở Bangalore, Ấn Độ trong giải khai mạc của Liên đoàn cầu lông Ấn Độ.
Cô cũng là người Tây Ban Nha đầu tiên giành một danh hiệu Grand Prix Gold vào năm 2013, sau khi vô địch giải London Grand Prix Gold.
Ngày 31 tháng 8 năm 2014, cô đánh bại tay vợt Trung Quốc Li Xuerui trong trận chung kết giải vô địch thế giới của Liên đoàn cầu lông thế giới, trở thành người Tây Ban Nha đầu tiên và là tay vợt nữ châu Âu thứ ba giành danh hiệu vô địch thế giới, sau khi Lene Koppen (1977) và Camilla Martin (1999). Ở tuổi 21, Marín là nhà vô địch thế giới trẻ nhất châu Âu.
Ngày 8 tháng 3 năm 2015, cô giành giải Toàn Anh (All England), danh hiệu Superseries Premier đầu tiên của cô trong lần tham gia đầu tiên. Nhờ vậy Carolina leo lên hạng bốn bảng xếp hạng thế giới và hạng nhất bảng xếp hạng Superseries.
Tại giải Ấn Độ mở rộng 2015, cô đã có cơ hội giành vị trí số 1 thế giới. Tuy nhiên, Carolina đã thua thần đồng Thái Lan Ratchanok Intanon sít sao ở bán kết. Sau đó cô đạt vị trí số 2 trên bảng xếp hạng thế giới vào ngày 2 tháng 4 năm 2015.
Ngày 5 tháng 4 năm 2015, Carolina giành danh hiệu Super Series Premier thứ hai của mình, sau khi đánh bại nhà vô địch Thế vận hội Li Xuerui lần thứ 2 liên tiếp tại giải 2015 Malaysia mở rộng.
Ngày 16 tháng 8 năm 2015, cô giành danh hiệu vô địch thế giới lần thứ 2 liên tiếp, sau khi chiến thắng Saina Nehwal của Ấn Độ.
Ngày 19 tháng 8 năm 2016, cô giành huy chương vàng Thế vận hội nội dung đơn nữ sau khi đánh bại P.V Sindhu của Ấn Độ trong trận chung kết tại Rio, Brasil với tỉ số 19-21, 21-12, 21-15.

## Danh hiệu

### Olympic Games
Đơn nữ
| Năm  | Địa điểm                                       | Đối thủ      | Tỷ số               | Kết quả | Tham khảo   |
| ---- | ---------------------------------------------- | ------------ | ------------------- | ------- | ----------- |
| 2016 | Riocentro – Pavilion 4, Rio de Janeiro, Brazil | P. V. Sindhu | 19–21, 21–12, 21–15 | Vàng    | [ 7 ] [ 8 ] |

### World Championships
Đơn nữ
| Year | Venue                                             | Opponent     | Score               | Result | Ref    |
| ---- | ------------------------------------------------- | ------------ | ------------------- | ------ | ------ |
| 2014 | Ballerup Super Arena, Copenhagen, Denmark         | Li Xuerui    | 17–21, 21–17, 21–18 | Vàng   | [ 9 ]  |
| 2015 | Istora Senayan, Jakarta, Indonesia                | Saina Nehwal | 21–16, 21–19        | Vàng   | [ 10 ] |
| 2018 | Nanjing Youth Olympic Sports Park, Nanjing, China | P. V. Sindhu | 21–19, 21–10        | Vàng   | [ 11 ] |

### European Championships
Đơn nữ
| Year | Venue                                                 | Opponent            | Score             | Result | Ref           |
| ---- | ----------------------------------------------------- | ------------------- | ----------------- | ------ | ------------- |
| 2014 | Gymnastics Center, Kazan, Russia                      | Anna Thea Madsen    | 21–9, 14–21, 21–8 | Vàng   | [ 12 ]        |
| 2016 | Vendespace, La Roche-sur-Yon, France                  | Kirsty Gilmour      | 21–12, 21–18      | Vàng   | [ 13 ]        |
| 2017 | Sydbank Arena, Kolding, Denmark                       | Kirsty Gilmour      | 21–14, 21–12      | Vàng   | [ 13 ]        |
| 2018 | Palacio de los Deportes Carolina Marín, Huelva, Spain | Evgeniya Kosetskaya | 21–15, 21–7       | Vàng   | [ 13 ] [ 14 ] |
| 2021 | Palace of Sports, Kyiv, Ukraine                       | Line Christophersen | 21–13, 21–18      | Vàng   | [ 15 ]        |
| 2022 | Polideportivo Municipal Gallur, Madrid, Spain         | Kirsty Gilmour      | 21–10, 21–12      | Vàng   |               |

### BWF World Junior Championships
Đơn nữ trẻ
| Year | Venue                         | Opponent                | Score               | Result | Ref    |
| ---- | ----------------------------- | ----------------------- | ------------------- | ------ | ------ |
| 2011 | Taoyuan Arena, Taipei, Taiwan | Elyzabeth Purwaningtyas | 21–23, 21–17, 18–21 | Đồng   | [ 16 ] |

### European Junior Championships
Đơn nữ trẻ
| Year | Venue                                                  | Opponent         | Score               | Result | Ref    |
| ---- | ------------------------------------------------------ | ---------------- | ------------------- | ------ | ------ |
| 2009 | Federal Technical Centre - Palabadminton, Milan, Italy | Anne Hald Jensen | 21–18, 18–21, 19–21 | Bạc    | [ 17 ] |
| 2011 | Energia Areena, Vantaa, Finland                        | Beatriz Corrales | 21–14, 23–21        | Vàng   | [ 18 ] |

### BWF World Tour (7 danh hiệu, 8 á quân)
Đơn nữ
| Năm       | Giải đấu                | Cấp độ            | Đối thủ              | Tỷ số               | Kết quả | Tham khảo |
| --------- | ----------------------- | ----------------- | -------------------- | ------------------- | ------- | --------- |
| 2018      | Japan Open              | Super 750         | Nozomi Okuhara       | 21–19, 17–21, 21–11 | Vô địch | [ 19 ]    |
| 2018      | China Open              | Super 1000        | Chen Yufei           | 21–18, 21–13        | Vô địch | [ 20 ]    |
| 2019      | Malaysia Masters        | Super 500         | Ratchanok Intanon    | 9–21, 20–22         | Á quân  | [ 21 ]    |
| 2019      | Indonesia Masters       | Super 500         | Saina Nehwal         | 10–4 retired        | Á quân  | [ 22 ]    |
| 2019      | China Open              | Super 1000        | Tai Tzu-ying         | 14–21, 21–17, 21–18 | Vô địch | [ 23 ]    |
| 2019      | French Open             | Super 750         | An Se-young          | 21–16, 18–21, 5–21  | Á quân  | [ 24 ]    |
| 2019      | Syed Modi International | Super 300         | Phittayaporn Chaiwan | 21–12, 21–16        | Vô địch | [ 25 ]    |
| 2020      | Indonesia Masters       | Super 500         | Ratchanok Intanon    | 19–21, 21–11, 18–21 | Á quân  | [ 26 ]    |
| 2020      | Spain Masters           | Super 300         | Pornpawee Chochuwong | 21–11, 16–21, 18–21 | Á quân  | [ 27 ]    |
| 2020      | Denmark Open            | Super 750         | Nozomi Okuhara       | 19–21, 17–21        | Á quân  | [ 28 ]    |
| 2020 (I)  | Thailand Open           | Super 1000        | Tai Tzu-ying         | 21–9, 21–16         | Vô địch | [ 29 ]    |
| 2020 (II) | Thailand Open           | Super 1000        | Tai Tzu-ying         | 21–19, 21–17        | Vô địch | [ 30 ]    |
| 2020      | BWF World Tour Finals   | World Tour Finals | Tai Tzu-ying         | 21–14, 8–21, 19–21  | Á quân  | [ 31 ]    |
| 2021      | Swiss Open              | Super 300         | P. V. Sindhu         | 21–12, 21–5         | Vô địch | [ 32 ]    |
| 2022      | French Open             | Super 750         | He Bingjiao          | 21–16, 9–21, 20–22  | Á quân  | [ 33 ]    |

### BWF Superseries (6 danh hiệu, 4 á quân)
Đơn nữ
| Năm  | Giải đấu         | Đối thủ        | Tỷ số               | Kết quả | Tham khảo |
| ---- | ---------------- | -------------- | ------------------- | ------- | --------- |
| 2014 | Australian Open  | Saina Nehwal   | 18–21, 11–21        | Á quân  | [ 34 ]    |
| 2015 | All England Open | Saina Nehwal   | 16–21, 21–14, 21–7  | Vô địch | [ 35 ]    |
| 2015 | Malaysia Open    | Li Xuerui      | 19–21, 21–19, 21–17 | Vô địch | [ 36 ]    |
| 2015 | Australian Open  | Wang Shixian   | 22–20, 21–18        | Vô địch | [ 37 ]    |
| 2015 | French Open      | Wang Shixian   | 21–18, 21–10        | Vô địch | [ 38 ]    |
| 2015 | Hong Kong Open   | Nozomi Okuhara | 21–17, 18–21, 22–20 | Vô địch | [ 39 ]    |
| 2017 | India Open       | P. V. Sindhu   | 19–21, 16–21        | Á quân  | [ 40 ]    |
| 2017 | Malaysia Open    | Tai Tzu-ying   | 25–23, 20–22, 13–21 | Á quân  | [ 41 ]    |
| 2017 | Singapore Open   | Tai Tzu-ying   | 15–21, 15–21        | Á quân  | [ 42 ]    |
| 2017 | Japan Open       | He Bingjiao    | 23–21, 21–12        | Vô địch | [ 43 ]    |

     Giải đấu BWF Superseries Finals
     Giải đấu BWF Superseries Premier
     Giải đấu BWF Superseries

### BWF Grand Prix (2 danh hiệu, 3 á quân)
Đơn nữ
| Năm  | Giải đấu                | Đối thủ         | Tỷ số               | Kết quả | Tham khảo |
| ---- | ----------------------- | --------------- | ------------------- | ------- | --------- |
| 2013 | London Grand Prix Gold  | Kirsty Gilmour  | 21–19, 21–9         | Vô địch | [ 44 ]    |
| 2013 | Scottish Open           | Kirsty Gilmour  | 21–14, 11–21, 21–13 | Vô địch | [ 45 ]    |
| 2015 | Syed Modi International | Saina Nehwal    | 21–19, 23–25, 16–21 | Á quân  | [ 46 ]    |
| 2015 | German Open             | Sung Ji-hyun    | 15–21, 21–14, 6–21  | Á quân  | [ 47 ]    |
| 2017 | German Open             | Akane Yamaguchi | Walkover            | Á quân  | [ 48 ]    |

     Giải đấu BWF Grand Prix Gold
     Giải đấu BWF Grand Prix

### BWF International Challenge/Series (9 danh hiệu, 5 á quân)
Đơn nữ
| Năm  | Giải đấu              | Đối thủ           | Tỷ số               | Kết quả | Tham khảo |
| ---- | --------------------- | ----------------- | ------------------- | ------- | --------- |
| 2009 | Cyprus International  | Špela Silvester   | 21–23, 21–23        | Á quân  | [ 49 ]    |
| 2009 | Irish International   | Rachel van Cutsen | 22–24, 21–14, 21–16 | Vô địch | [ 50 ]    |
| 2010 | Uganda International  | Anne Hald Jensen  | 21–18, 19–21, 21–18 | Vô địch | [ 51 ]    |
| 2010 | Cyprus International  | Olga Golovanova   | 21–12, 25–27, 21–14 | Vô địch | [ 52 ]    |
| 2010 | Italian International | Olga Konon        | 20–22, 14–21        | Á quân  | [ 53 ]    |
| 2011 | Morocco International | Juliane Schenk    | 21–17, 21–13        | Vô địch | [ 54 ]    |
| 2011 | Spanish Open          | Olga Konon        | 21–13, 21–14        | Vô địch | [ 54 ]    |
| 2011 | Irish International   | Pai Hsiao-ma      | 21–12, 19–21, 7–21  | Á quân  | [ 55 ]    |
| 2013 | Swedish Masters       | Nicole Schaller   | 21–6, 21–10         | Vô địch | [ 56 ]    |
| 2013 | Finnish Open          | Beatriz Corrales  | 21–10, 21–15        | Vô địch | [ 57 ]    |
| 2013 | Spanish Open          | Beatriz Corrales  | 19–21, 18–21        | Á quân  | [ 58 ]    |
| 2013 | Italian International | Sabrina Jaquet    | 21–15, 21–14        | Vô địch | [ 59 ]    |
| 2014 | Spanish Open          | Kirsty Gilmour    | 19–21, 18–21        | Á quân  | [ 60 ]    |
| 2019 | Italian International | Rituparna Das     | 21–19, 21–14        | Vô địch | [ 61 ]    |

     Giải đấu BWF International Challenge
     Giải đấu BWF International Series